# أب كنارو (بابويي)
أب کنارو (بالفارسية: آب کنارو) هي قرية تقع في إيران في قسم بابويي الريفي. يقدر عدد سكانها بـ 98 نسمة بحسب إحصاء 2016.